# Galeoides decadactylus
Galeoides decadactylus és una espècie de peix pertanyent a la família dels polinèmids i l'única del gènere Galeoides.

## Descripció
- Pot arribar a fer 50 cm de llargària màxima[6] (normalment, en fa 30).[7]
- Cos moderadament allargat, una mica comprimit i de color platejat mat, tot i que de marronós a verd a la part superior i tornant-se blanquinós a la zona ventral.
- La boca és inferior.
- Dues aletes dorsals molt separades: la primera amb 8 espines toves i la segona amb una espina i 13-14 radis tous.
- Aleta anal amb 3 espines i 11-12 radis tous.
- La longitud de les bases de la segona dorsal i de l'anal són més o menys igual.
- 45-46 escates a la línia lateral.
- Té una gran taca rodona i fosca a sota de la línia lateral i al nivell de la primera aleta dorsal, el diàmetre de la qual és gairebé igual al diàmetre dels ulls.[8][9]

## Alimentació
Menja invertebrats bentònics.

## Depredadors
A Nigèria és depredat per esciènids (com ara, Pseudotolithus senegalensis).

## Hàbitat
És un peix d'aigua marina i salabrosa, demersal i de clima subtropical (37°N-27°S, 19°W-16°E) que viu entre 10 i 70 m de fondària sobre fons sorrencs i fangosos.

## Distribució geogràfica
Es troba a l'Atlàntic oriental: des del Marroc fins a Angola, incloent-hi les illes Canàries. També és conegut, encara que de forma esporàdica, a Algèria i Namíbia.

## Observacions
És inofensiu per als humans i comercialitzat fresc, en salaó o fumat.